# Roger Hammond
Roger Hammond (21. ožujka 1936. – 8. studenoga 2012.) bio je engleski je filmski, televizijski i kazališni glumac. Hammond je pohađao sveučilište Cambridge i pojavio se u velikoj mjeri u svojim dramskim programima. Nakon toga je pohađao Kraljevsku akademiju dramskih umjetnosti.
1964. godine Hammond je zabilježio svoj prvi televizijski nastup kao Tidiman u epizodi Zločinci, a njegov prvi filmski nastup kreće sljedeće godine. Iako kasno, svoju najveću popularnost stekao je 90-ih godina prošlog stoljeća. Iako je u ranim godinama svoje karijere bio usmjeren kao televizijske nastupe Hammond, 90-ih prelazi na filmove i dobiva znatno puno uloga. Iako hrvatskoj javnosti ime Roger Hammond baš i nije bilo poznato, najviše se ističe po ulozi lorda Rhodesa u filmu Put oko svijeta za 80 dana.

## Filmski i televizijski nastupi
- Dodir ljubavi
- Catweazle (1970)
- Sutherland je zakon (1972)
- Royal Flash (1975)
- Zvonar crkve Notre Dame (1978)
- Edward i gospođa Simpson (1978)
- Strano tijelo (1986)
- Farrington je ZA (1986-1987)
- Richard III (1995)
- Uvjeravanje (1995)
- Ujak Vanja (1995)
- Šesta sreća (1997)
- Tajni brak (1999)
- Smanji (2000)
- Victoria i Albert (2001)
- Dobra žena (2004)
- Put oko svijeta za 80 dana (2004)
- Rim (2005)
- Princess in the Tower (2005)
- Kraljev govor (2010)